# Longnes, Sarthe

Longnes este o comună în departamentul Sarthe, Franța. În 2009 avea o populație de 365 de locuitori.